# باشگاه فوتبال تاج شیراز
باشگاه فوتبال تاج شیراز یک باشگاه فوتبال ایرانی و شعبه سازمان ورزشی و فرهنگی تاج در شهر شیراز بود. این باشگاه در مسابقات جام منطقه‌ای ایران ۱۳۴۹ حاضر بود. با پیروزی انقلاب ۱۳۵۷ این باشگاه فوتبال نیز تعطیل شد.

## پیشینه
افتخارات
- جام قهرمانی ایران
  - نایب قهرمانی: ۱۳۴۸

### جام  قهرمانی ایران و منطقه‌ای ایران ۱۳۴۸ و ۱۳۴۹
تاج شیراز در آخرین دور  جام قهرمانی فوتبال ایران  با شکست مقابل پیکان تهران در  دیدار پایانی به نایب قهرمانی ایران دست یافت . این تیم در   مرحله مقدماتی جام منطقه‌ای ایران ۱۳۴۹ نیز  حاضر بود  و به  عنوان یکی از هشت تیم برتر ایران  به  مرحله پایانی رسید ولی از گروه خود  موفق به صعود نشد  . این تیم  با دو شکست و یک پیروزی  بعد از تیمهای پاس و پرسپولیس و بالاتر از تیم برق تهران  در گروه خود سوم شد. در رده بندی کلی  مسابقات هم   در رده ششم قرار گرفت .
فعالیت‌های این تیم در سال ۱۳۵۷  به دلیل انقلاب  متوقف شد.